# Scott Morrison (politico)
Scott John Morrison (Waverley, 13 maggio 1968) è un politico australiano; è stato il 30º Primo ministro dell'Australia dal 24 agosto 2018 al 23 maggio 2022. È Membro della Camera dei Rappresentanti per la divisione di Cook dal 2007.

## Biografia
Figlio di John Morrison, commissario di polizia e consigliere del Municipio di Waverley per 16 anni, da piccolo ha preso parte ad alcune apparizioni televisive in spot pubblicitari.
Laureato in geografia economica applicata all’Università del Nuovo Galles del Sud, ha iniziato la propria carriera politica con incarichi nel settore del turismo.
È sposato con Jenny Warren, dalla quale ha avuto due figlie.
Il suo governo è molto criticato per il suo disinteresse per le questioni ambientali e climatiche, preferendo concentrarsi sugli interessi delle industrie del carbone e delle miniere.
Nel 2021, Scott Morrison ha affrontato la pressione di una parte crescente del pubblico e dei paesi alleati per agire sul riscaldamento globale. Ha poi lasciato intendere che prenderà in considerazione la possibilità di puntare a zero emissioni nette di carbonio dall'Australia entro il 2050. All'interno della sua coalizione di governo, il Partito Nazionale d'Australia ha reagito negativamente: il 21 giugno, il partito ha licenziato il suo stesso leader, il vice primo ministro Michael McCormack, accusandolo di non essersi opposto abbastanza a questa prospettiva, e il suo nuovo leader, Barnaby Joyce, è stato incaricato dal partito di rallentare i progressi sul riscaldamento globale. Molti funzionari della coalizione conservatrice hanno stretti legami con l'industria mineraria e negano l'esistenza del cambiamento climatico o cercano di minimizzare le sue conseguenze. Il Primo ministro ha successivamente annunciato che non avrebbe fissato obiettivi per la neutralità del carbonio.
Il 16 settembre 2021, Scott Morrison ha annunciato con il Primo ministro britannico Boris Johnson e il presidente americano Joe Biden il lancio della partnership AUKUS, un'alleanza strategica e militare tripartita diretta contro la Cina nel bacino indo-pacifico. Questo accordo permetterà all'Australia di diventare il settimo paese al mondo ad avere sottomarini navali a propulsione nucleare, grazie alle tecnologie americane.
Il 20 maggio 2022 è stato sconfitto alle elezioni politiche nazionali e ha perso la carica di Primo ministro a favore del candidato del partito laburista Anthony Albanese.

### Censura parlamentare
La Camera dei Rappresentanti del Parlamento australiano ha approvato il 30 novembre 2022 una mozione di censura contro l'ex Primo ministro, con 86 voti a favore e 50 contrari: si conclude così con un atto formale di deprecazione, nei confronti del deputato Scott Morrison, la vicenda della scoperta del fatto che l’ex Primo ministro australiano, nel corso del suo mandato, avesse segretamente assunto anche il ruolo di ministro in cinque ministeri, divulgata dalla stampa e confermata dal nuovo premier Anthony Albanese. 
Al di là della lettura della normativa che potrebbe aver consentito tale possibilità, la Camera bassa del Parlamento australiano ha sottolineato che la misura, adottata da Scott Morison mentre era al governo, aveva un effetto "corrosivo nei confronti della fiducia nel governo": in linea con le rivendicazioni del diritto alla conoscenza e con le critiche alla segretezza dei governi, già sulla stampa era stato segnalato che "l'erosione della fiducia nei funzionari eletti (...) fornisce opportunità alle forze antidemocratiche di catturare i disamorati del diritto di voto".